# Stazione di Watford Junction
La stazione di Watford Junction è la principale stazione del borgo di Watford, nella contea dell’Hertfordshire. La stazione sorge lungo la ferrovia West Coast Main ed è capolinea della ferrovia Watford DC e della ferrovia per St Albans Abbey.

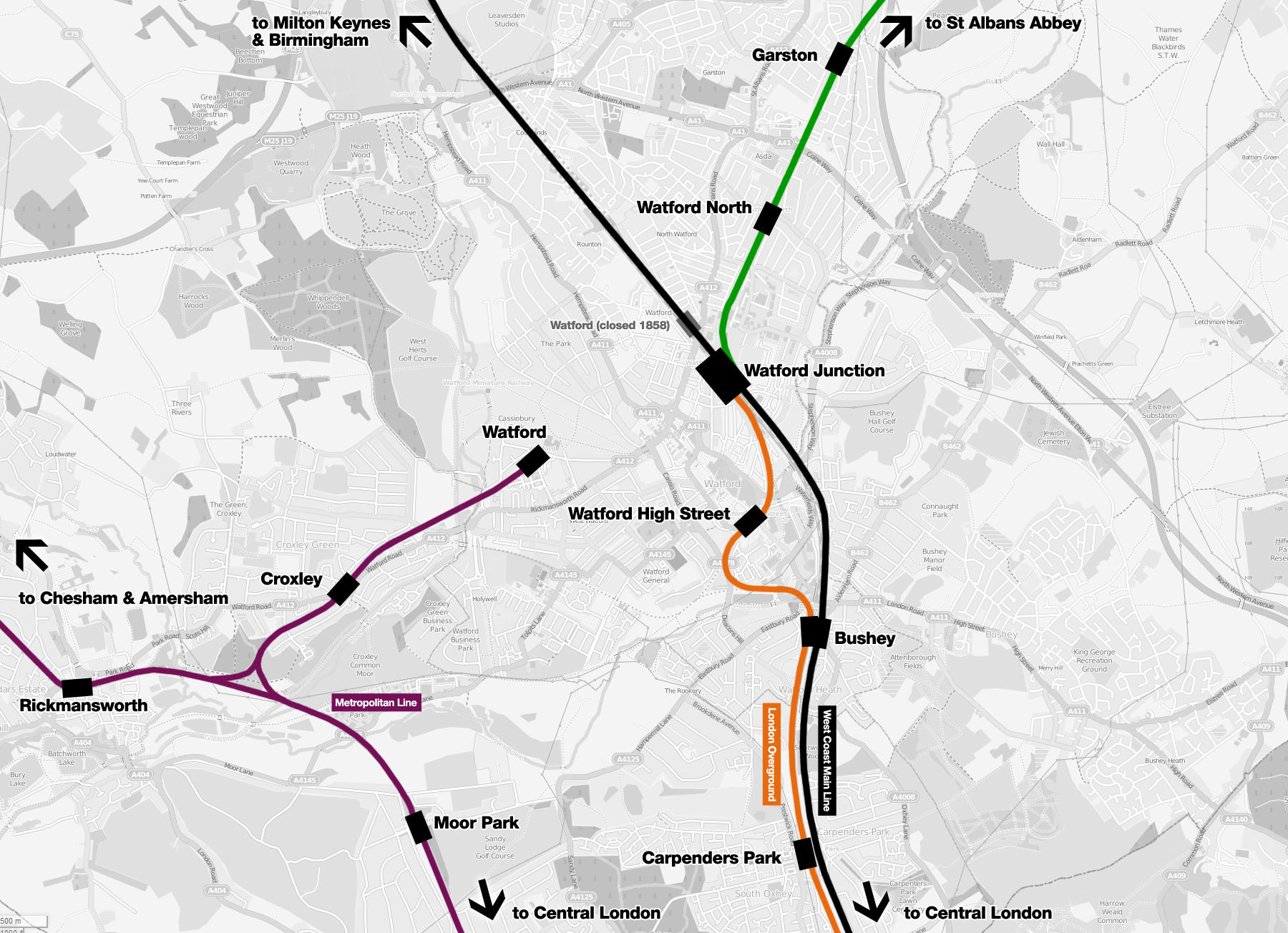
Mappa